# The World - Shijie
The World - Shijie è un film del 2004 diretto da Jia Zhangke.

## Trama
Dai piccoli villaggi al nord della Cina alle metropoli, il viaggio di alcuni danzatori che intrecciano una storia d'amore nel World Park di Pechino, dove sono riprodotti i maggiori monumenti del mondo. Il film riflette un intreccio di passioni e speranze.

## Produzione
Il film è stato girato attorno al parco a tema esistente a Pechino che ricrea vari monumenti e ambientazioni in scala ridotta di varie parti del mondo. Il film è il primo del regista ad ottenere l'approvazione ufficiale da parte del governo cinese. Inoltre, è stato il primo dei suoi film che è stato girato fuori dalla sua Provincia del Shanxi.

## Distribuzione
È stato presentato in concorso alla 61ª Mostra internazionale d'arte cinematografica di Venezia.